# اسماعیل حسن‌زاده
اسماعیل حسن‌زاده (زاده ۱۳۴۴ در تالش) قاضی دادگستری نائب رئیس کمیته انضباطی فوتبال غرب آسیا  و رئیس سابق کمیته انضباطی فدراسیون فوتبال ایران است.